# Lilium rosthornii
Lilium rosthornii là một loài thực vật có hoa trong họ Liliaceae. Loài này được Diels miêu tả khoa học đầu tiên năm 1900.